# Paraíso Tulijá
Paraíso Tulijá är en ort i Mexiko.   Den ligger i kommunen Chilón och delstaten Chiapas, i den sydöstra delen av landet, 800 km öster om huvudstaden Mexico City. Paraíso Tulijá ligger 220 meter över havet och antalet invånare är 111.
Terrängen runt Paraíso Tulijá är huvudsakligen lite bergig. Paraíso Tulijá ligger nere i en dal. Runt Paraíso Tulijá är det ganska tätbefolkat, med 54 invånare per kvadratkilometer. Närmaste större samhälle är El Progreso, 5,3 km norr om Paraíso Tulijá. I omgivningarna runt Paraíso Tulijá växer i huvudsak städsegrön lövskog.